# Euryparyphes stali
Euryparyphes stali är en insektsart som först beskrevs av Bormans 1879.  Euryparyphes stali ingår i släktet Euryparyphes och familjen Pamphagidae. Inga underarter finns listade i Catalogue of Life.